# Leopoldstadt
A Leopoldstadt (magyarul: Lipótváros) Bécs II. kerülete. 1850 óta a főváros második kerülete, amely I. Lipót császárról kapta a nevét. Itt található a híres Práter a bécsi óriáskerékkel, amelyet a város egyik nevezetességének tartanak. 

## Fekvése
A kerület a Duna és a Donaukanal, vagyis a Duna-csatorna között fekszik. A legnagyobb részét a Práter foglalja el.

## Története
1537-ben I. Ferdinánd magyar király építette a fősétányt (Prater-Hauptallee). 1560-ban a Prátert császári vadászterületként kerítik le, és illetéktelen személyek belépése tilos volt. A Pátert 1766-ban a közönség számára elérhetővé tette II. József császár.
1809-ben a francia hadsereg egységeit táborozták a Práterban.
1850-ben a Leopoldstadt, Jägerzeile, Práter, Brigittenau, Kaisermühlen és néhány másik rész, így az akkori fő Duna és a Duna-csatorna közötti teljes területet beolvasztattak Bécsbe, mint 2. kerület, Leopoldstadt.
1873-ban a bécsi világkiállítást 53 000 kiállítóval 2,3 km²-en hat hónapig tartották a Práterban.
1897. január 28-tól Bécs első villamosvonala a 2. kerületben működik. (1907 óta az 5-ös jelzésű villamos)
1897-ben a Bécsi óriáskerék nyílt a Pratersternnél a Ausstellungsstraße és a sétány között.
A sziget északi részét (Brigittenau) 1900-ban választották el a saját 20. kerületébe.
A második világháború után az 1955-ös állami szerződésig a 2. kerület a szovjet szektorhoz tartozott.

## Látnivalók
- A bécsi óriáskerék a Práterban
- Az Ernst Happel Stadion vagy Práter-stadion
- A bécsi Madame Tussaud viaszmúzeuma
- A Liliputbahn
- A bécsi Zeiss Planetarium
- A Reichsbrücke (magyarul Birodalmi híd)
- Grassalkovich-kastély[2]

## Képek

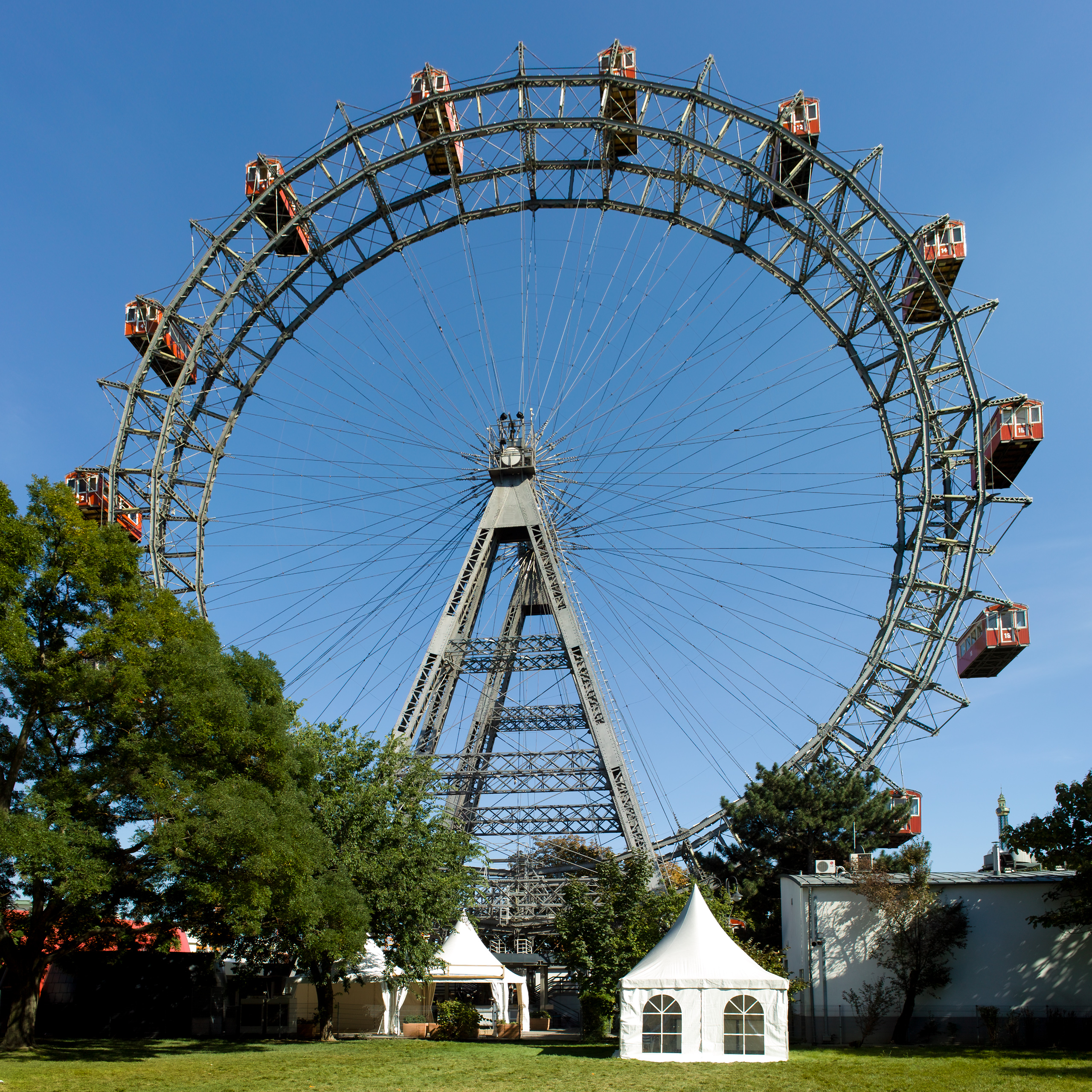
Az óriáskerék
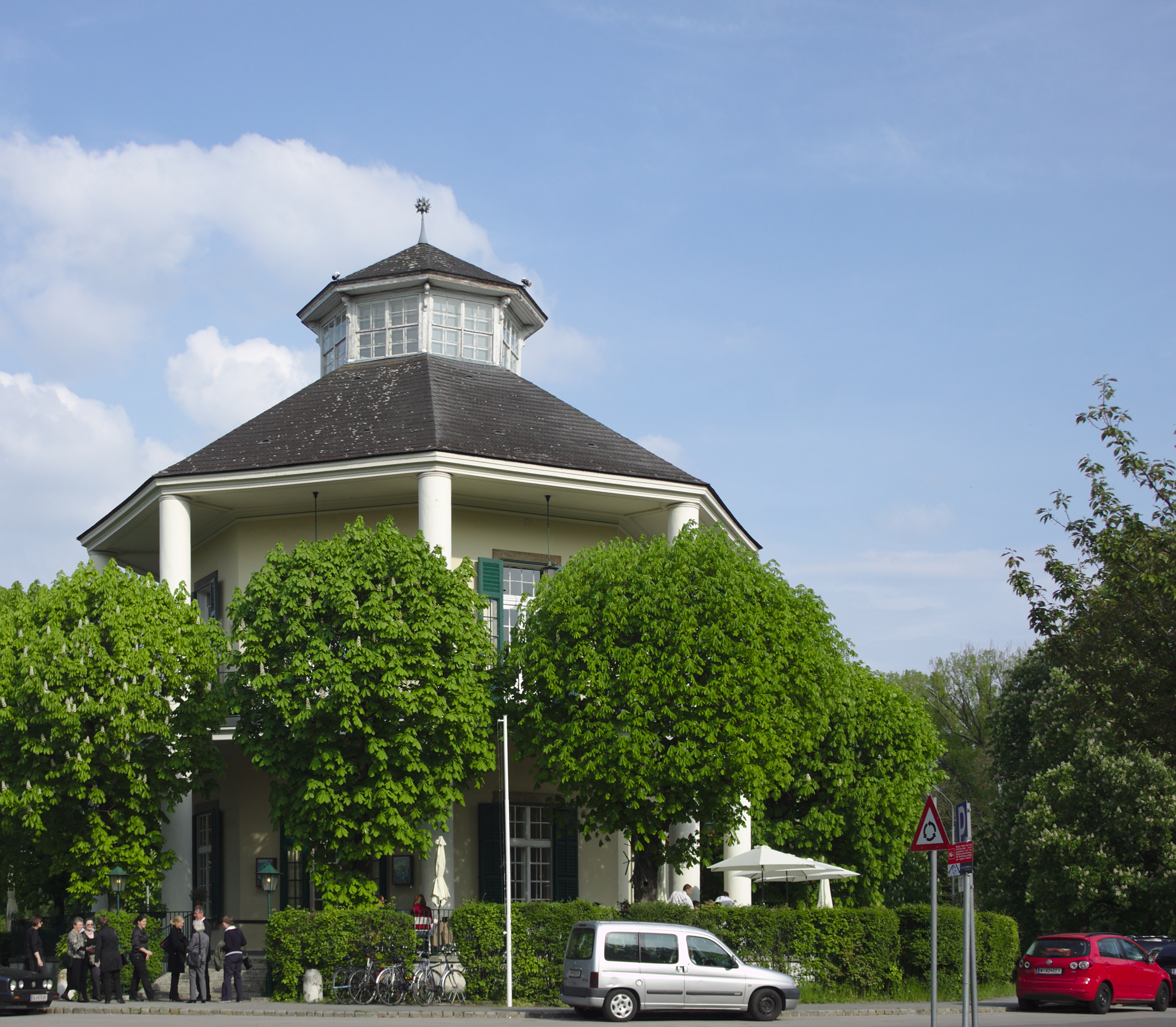
A Lusthaus
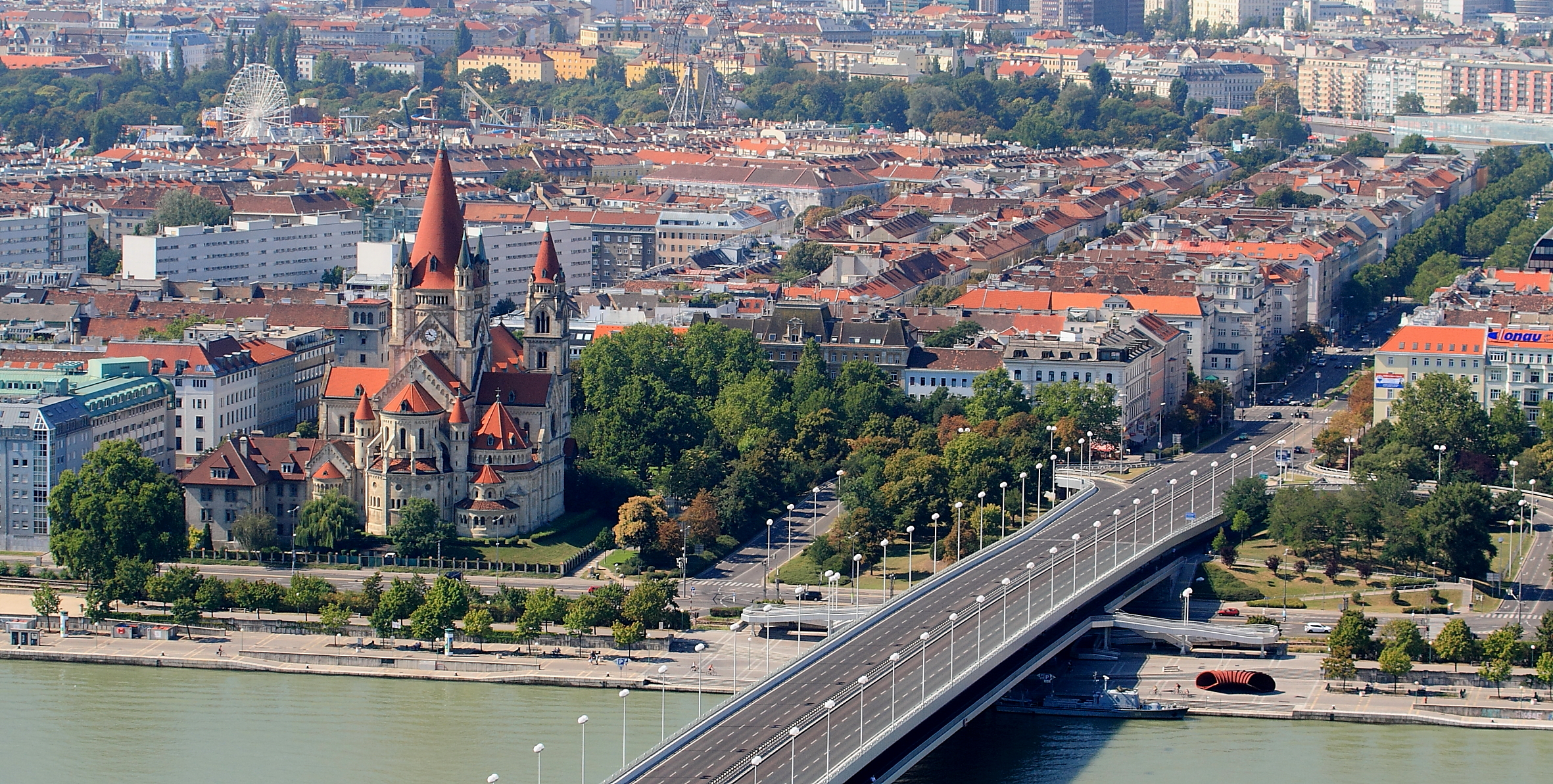
Pfarrkirche zum heiligen Franz von Assisi a Mexirotéren
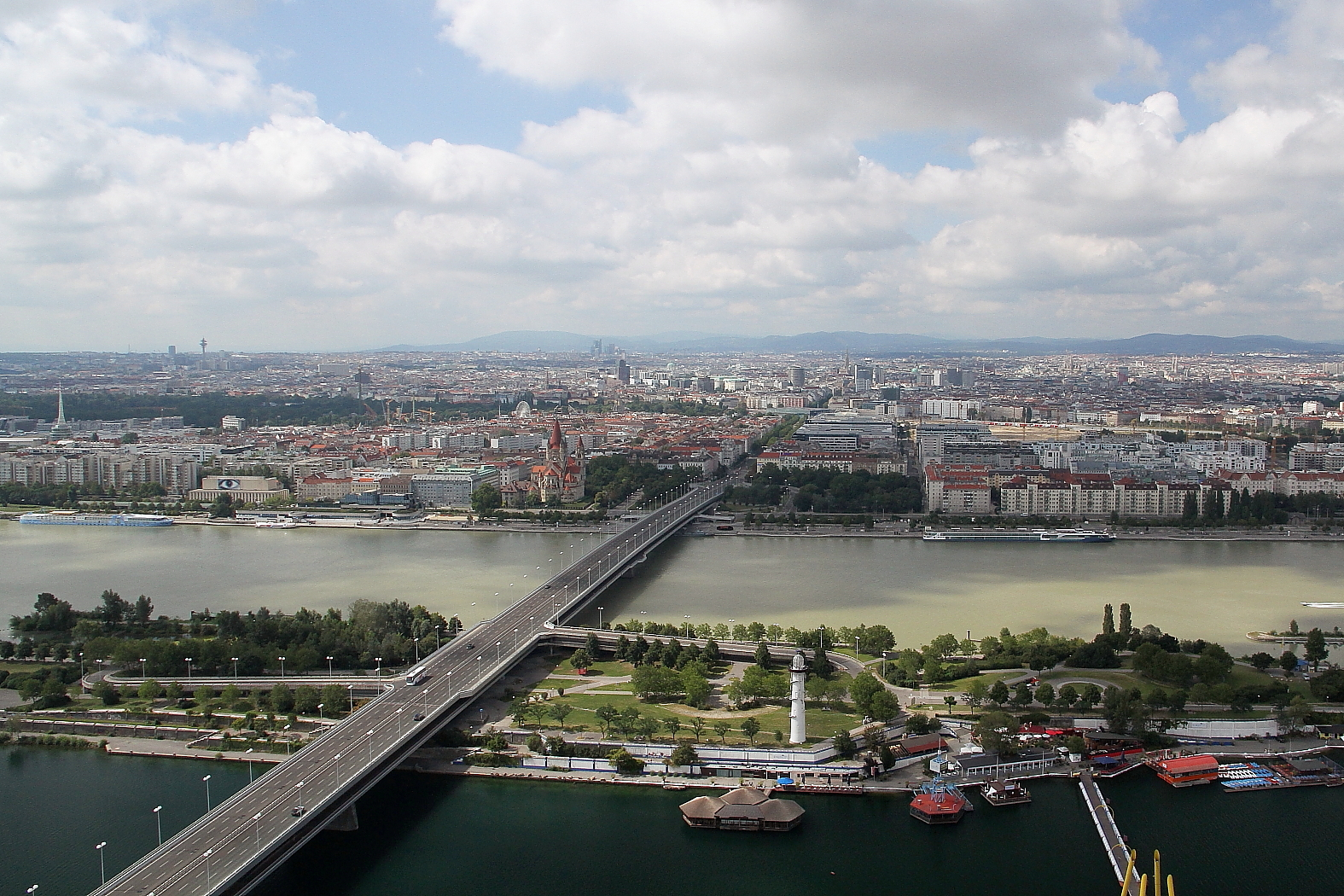
A Reichsbrücke
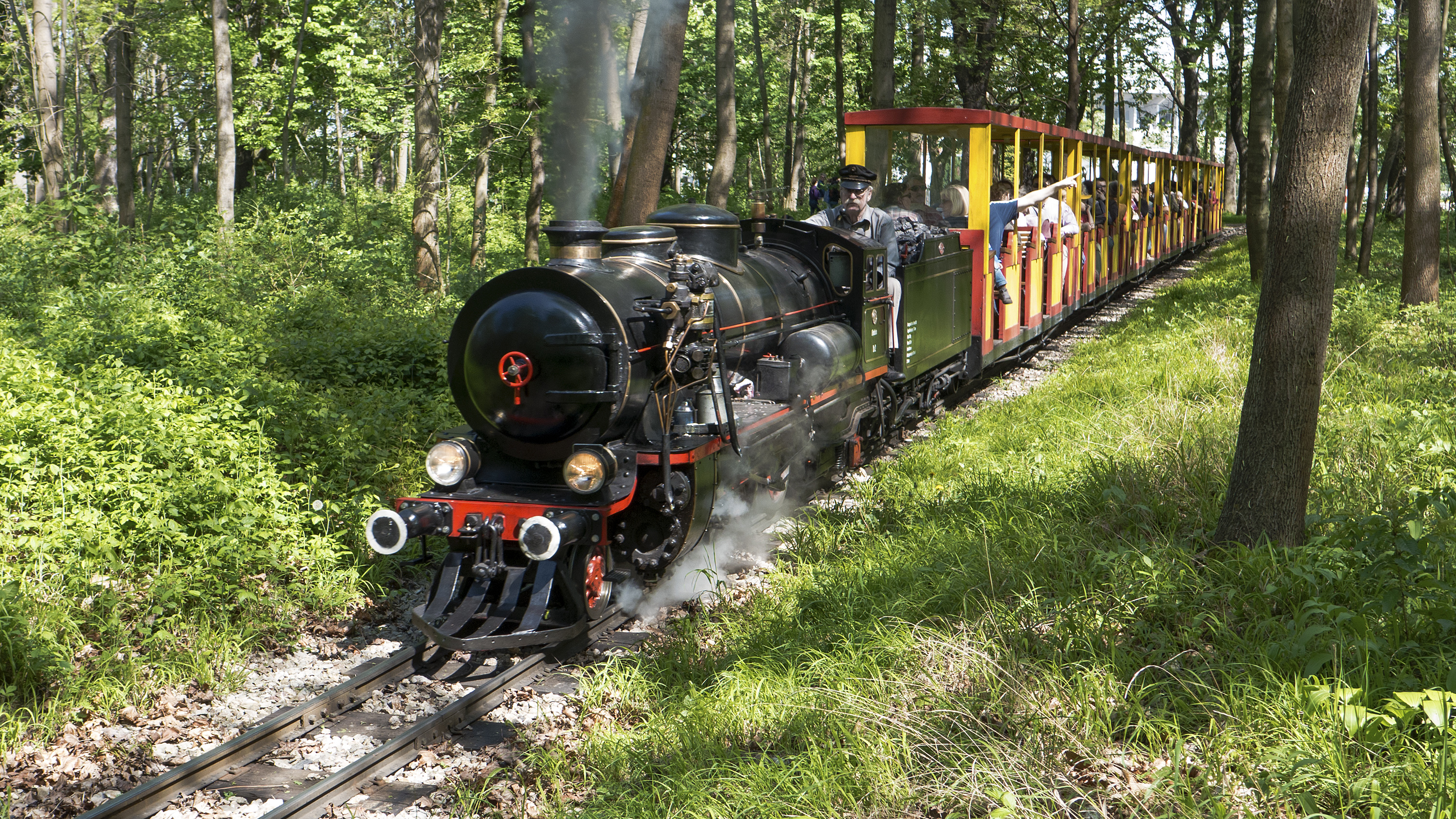
A Liliputbahn
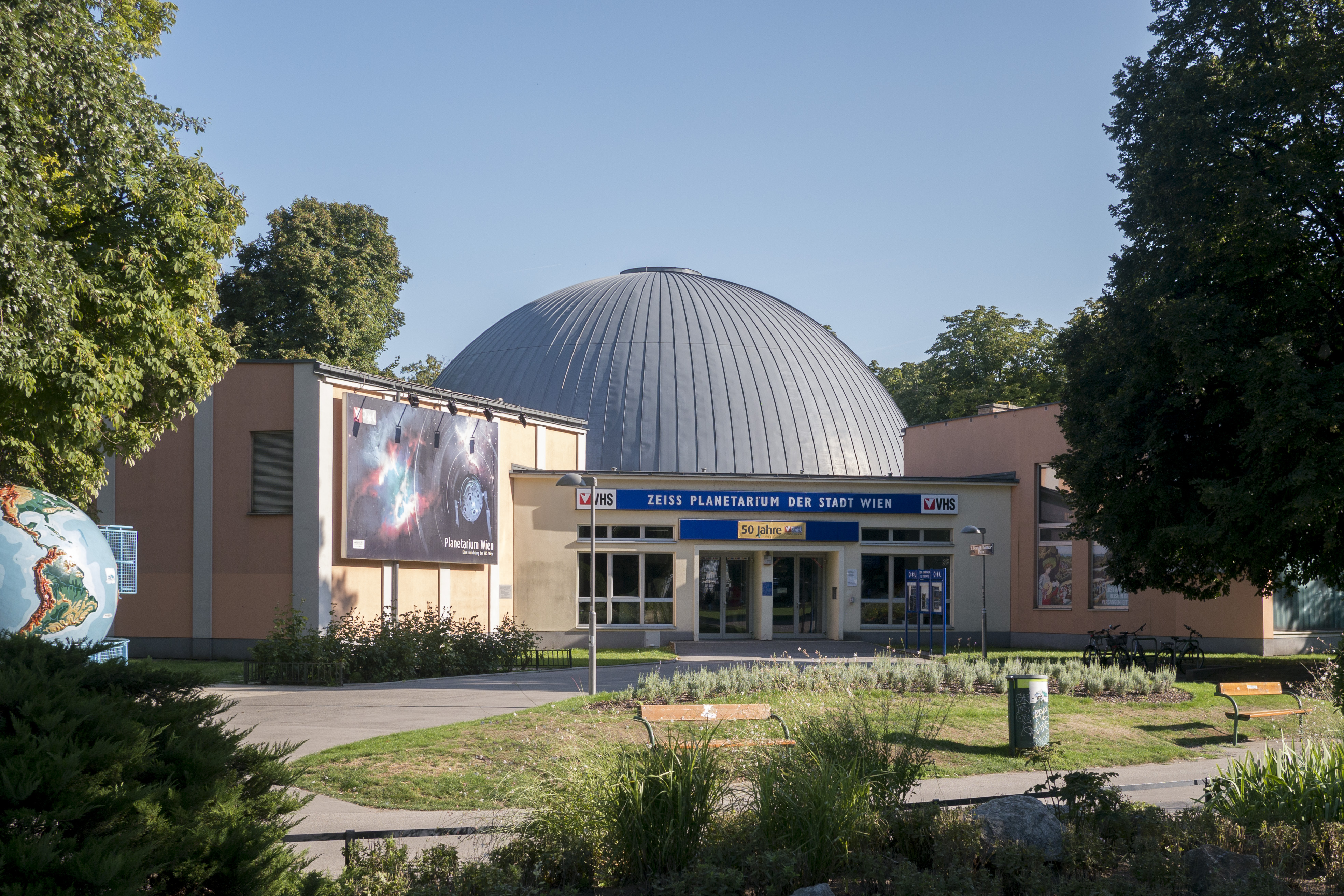
A Zeiss Planetarium
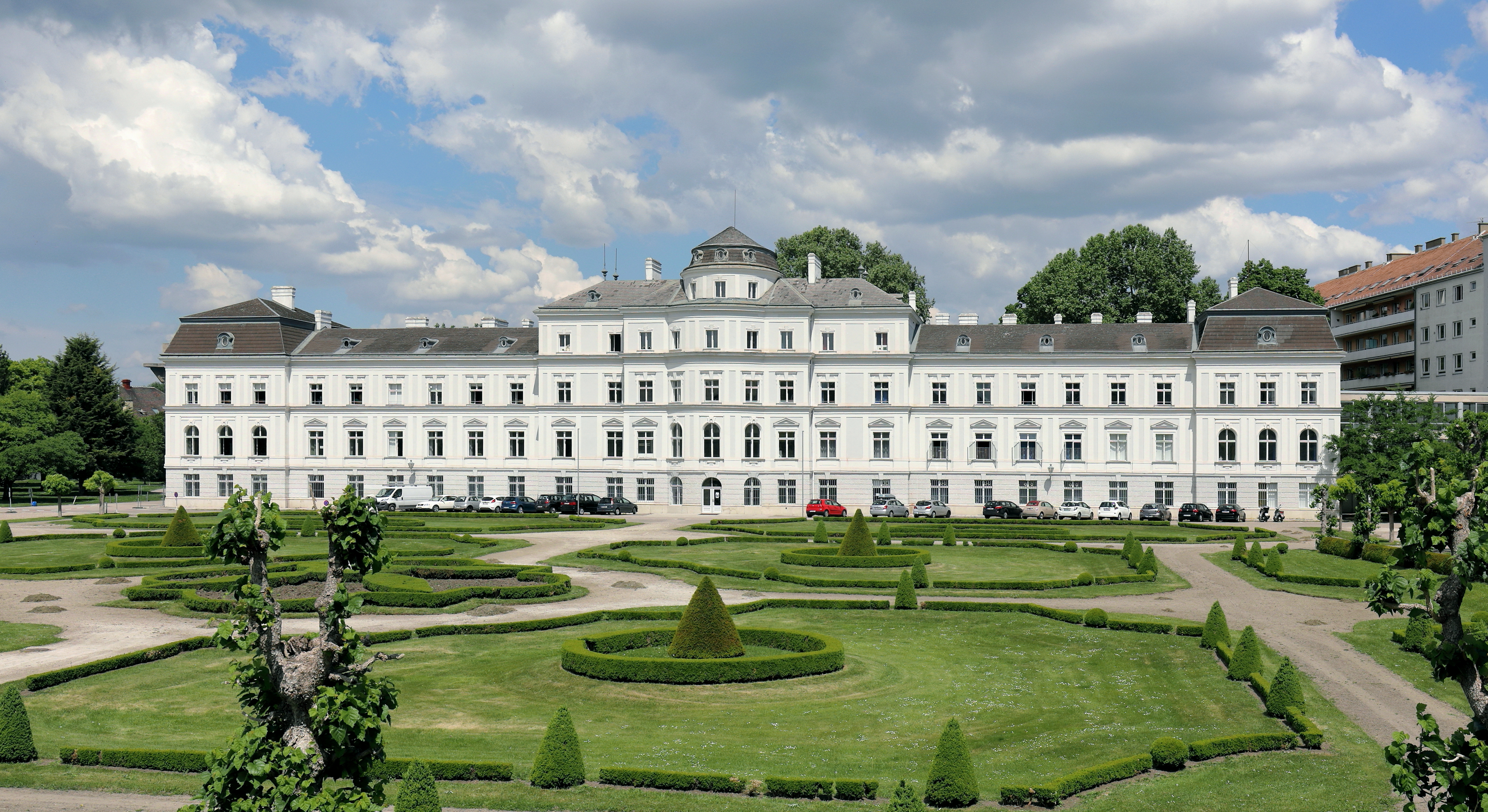
Palais Augarten
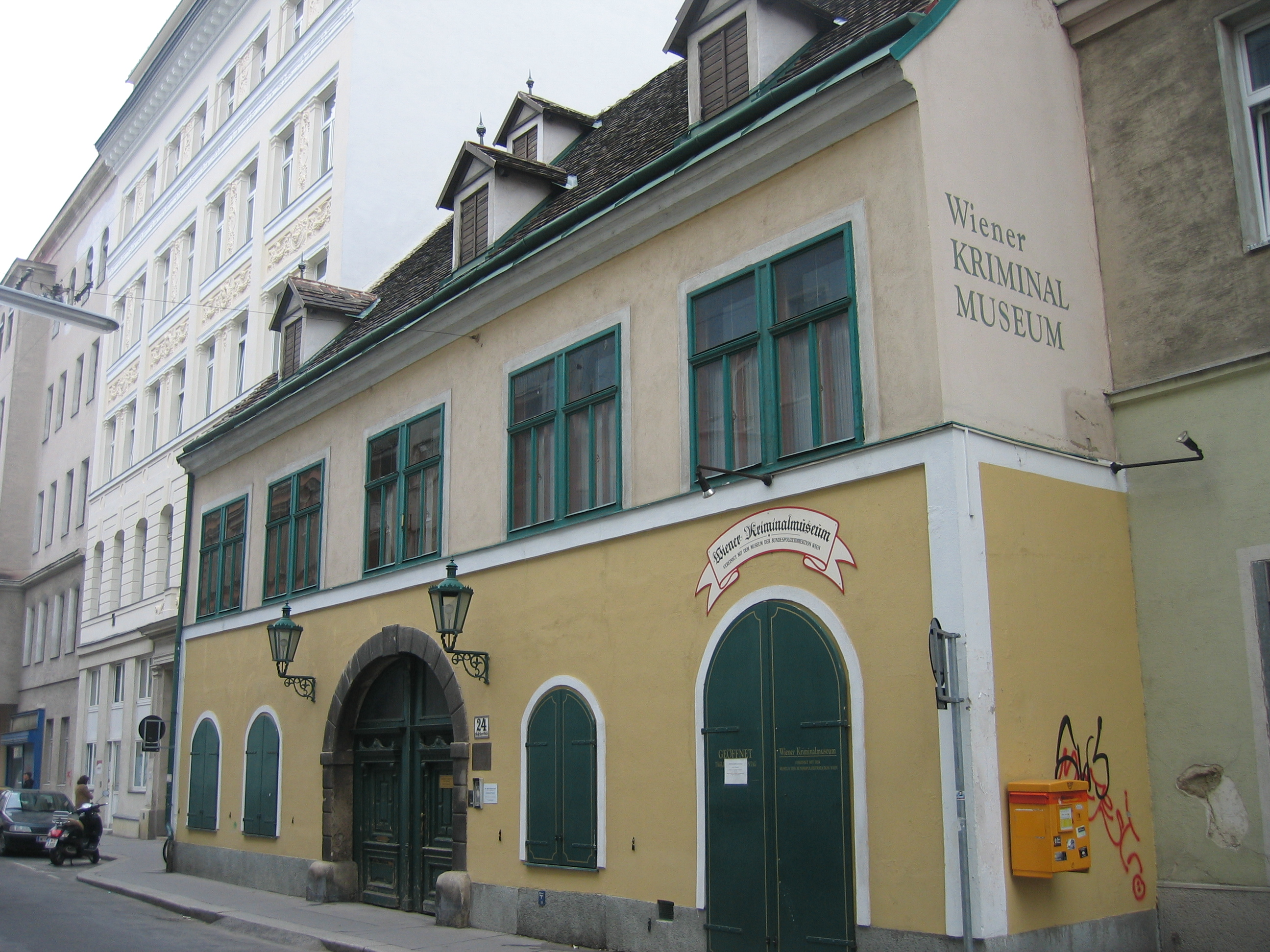
A Kriminalmuseum
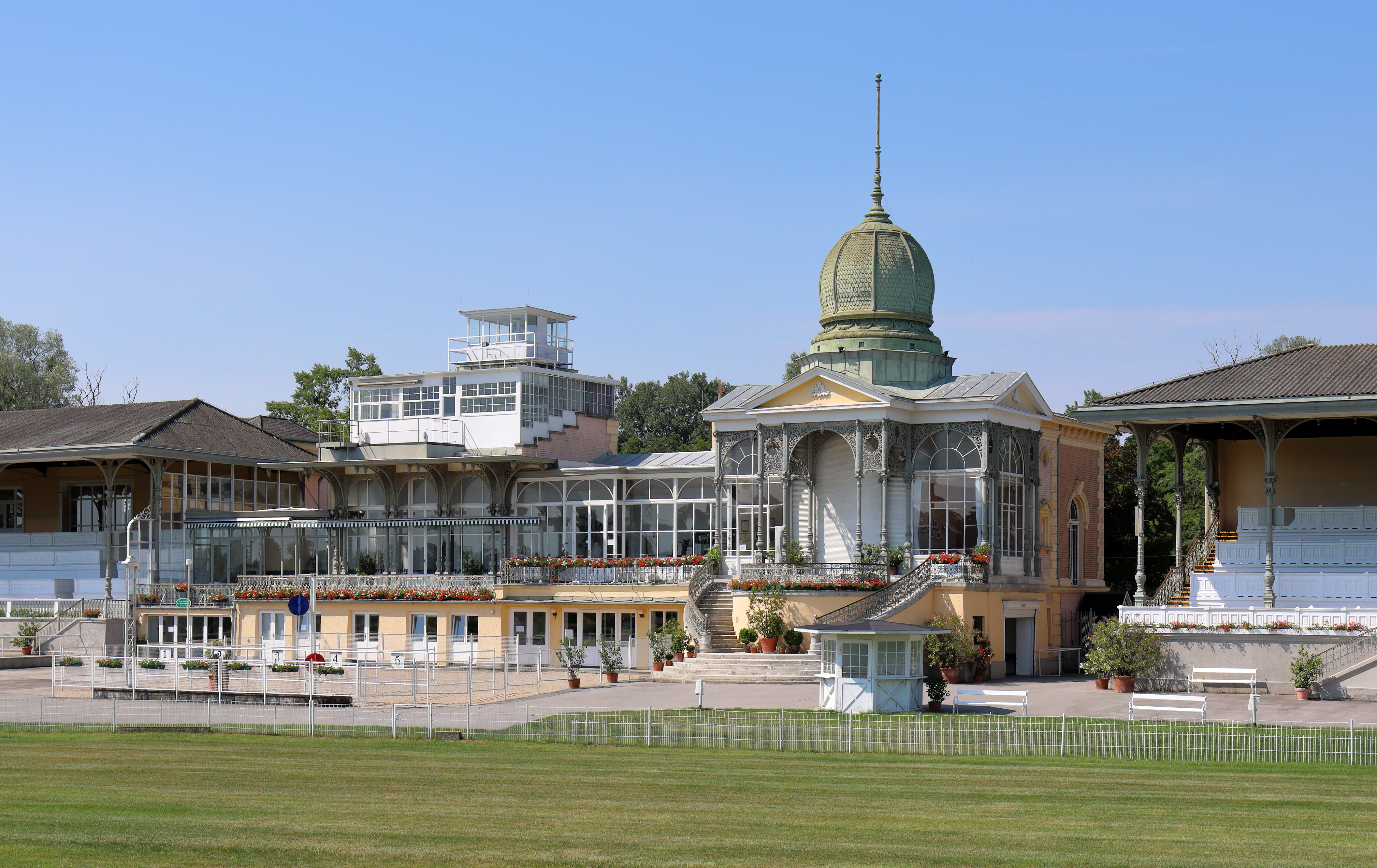
Galopprennplatz Freudenau
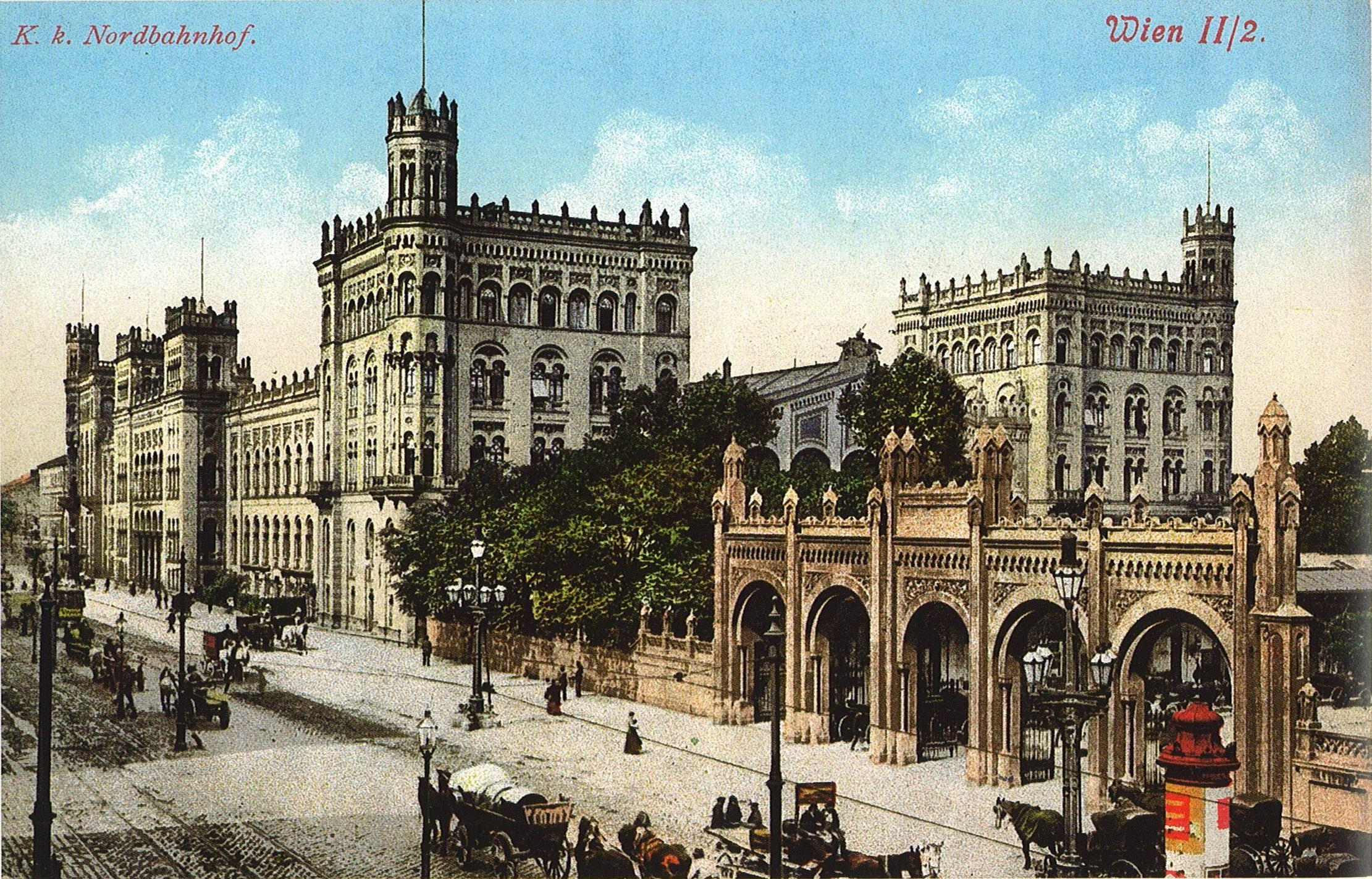
Nordbahnhof

## Népesség
Népességnövekedés
forrás: Statistik.at

## Testvérvárosa
- 2007: Brooklyn

## Fordítás
- Ez a szócikk részben vagy egészben  a   Leopoldstadt című német Wikipédia-szócikk fordításán alapul.  Az eredeti cikk szerkesztőit annak laptörténete sorolja fel. Ez a jelzés csupán a megfogalmazás eredetét és a szerzői jogokat jelzi, nem szolgál a cikkben szereplő információk forrásmegjelöléseként.